# جالیاوولا
جالیاوولا (به ایتالیایی: Galliavola) یک کومونه در ایتالیا است که در استان پاویا واقع شده‌است.

## خصوصیات
جالیاوولا ۸٫۵ کیلومتر مربع مساحت و ۲۳۰ نفر جمعیت دارد.